# Lista över artister som har spelat på Defqon.1
Detta är en lista över artister som har spelat på Defqon.1.

## 14 juni 2003, Almere
Luna, Super Marco May, Pavo, Activator, Scot Project, Dana, Daniele Mondello, Donkey Rollers, Charly Lownoise, Yves DeRuyter, Bas & Ram, Cosmic Gate, Marcel Woods, Johannes Heil (live), Jay Denham, Miss Djax, Kay D Smith, Andreas Kremer, Pounding Grooves, Xanno Gallois, The Darkraver, Bass D & King Matthew, Buzz Fuzz, Promo, Nosferatu, Gizmo, Endymion, Bountyhunter, Jimmy The Sound, Pila, Max B Grant, Showtek, Zenith, Alpha² (Alpha Twins), Isaac, Sunny D, Technoboy, The Prophet, Haze & Abyss, Rino Cerrone, Ruffian, Tomcraft, Talla 2 XLC, Rank 1, Dumonde, Marc la Cruz, Claudio Diva, K.Cee

## 19 juni 2004, Almere
Marcel Woods, Gizmo, Pavo, Dana, Pila, Rush, Luna, Technoboy, Ruffian, Verdine Bel, Jan Liefhebber, Xanno Gallois, Umek, Miss Djax, Amok, DJ Astrid, Kai Tracid, Cosmic Gate, Francois, Bas & Ram, Igor S, Charly Lownoise, Lars Tindy, The Darkraver, Da Mouth of Madness, Beholder, Balistic, Gary D, Super Marco May, Lady Tom, The Prophet, Zany, The Abyss, Showtek, Isaac, Alpha² (Alpha Twins), Syco, Yves, Bass D & King Matthew, Sunny D, Dano, G-Town Madness, Outblast, The Wishmaster, Promo, Akira, Drokz, Dr. Rude, Equinoxx, Don Diablo, Thomas Krome, Ignition Technician, Chris King, Kiama, Rank 1, Dave 202, Mark Norman, Marsje, D-Jean-D, Hardbounze Dj Team, Ado the Dream, Nick Lunn, Noise, Davide Sonar, Julian, Rob & MC Joe, Marvin Grell, Jeff Bounce, Flowtation, Kiama, Diego Noriega, Dee D, Antifact, Deej-010, Infinity, Stef Takkenberg, Main, Tristan & Neostar, Static

## 18 juni 2005, Almere
Gizmo, Duro, The Abyss, Franky SL, Donkey Rollers, Dana, Pila, Pavo, Vortex, Alpha² (Alpha Twins), DV8, Syco, Dr. Rude, Peaky Pounder, Vince, Daisy, Nosferatu, Catscan, Outblast, Double T, Marcel Woods, The Scientist, Bas & Ram, Kalashnikov, Thilo, Igor S, Proteus, Brennan Heart, Xanno Gallois, Misstress Barbara, Oscar Mulero, Stephan de Wit, Vincent de Wit, D-Jay-Alias, Rude Awakening, Benny Rodrigues, Da Mouth of Madness, Franky Jones, Beasty Boy & Da Vinci, Stanton, Predator, Buzz Fuzz, Shadowlands Terrorists, Bass D & King Matthew, Francois, Ruthless, Yves, Ruffian, Yves DeRuyter, Balistic, Beholder, Gary D, Scot Project, The Darkraver, The Prophet, Luna, Technoboy, Timothy, Space Invaders, Nico & Tetta, Dave Joy, Dj Busy, John "00" Flemming, Spider, Dark by Design a.k.a. Gaz West, TMC, Ghost, Mauro Alpha, Nick Sentience, Tatanka, Mike Redman, Thomas Schumacher, Michael Burkat, Flowtation, Dee D, Jeff Bounce, Benjamin Bates, Diego Noriega, Waxweazle, Tony, Max Enforcer, Seb B, Bad Boyz, Furax, Vorwerk

## 17 juni 2006, Almere
Scot Project, Yoji Biomehanika, Deepack, Charly Lownoise, Ruthless, Isaac, Dana, Showtek, Zany, Francois, Technoboy, Ruffian, Cristian Varela, Marco Remus, Joris Voorn, Lucca, D-Jay-Alias, Mike Redman, Jochen Miller, Dave 202, Thalamus, Bas & Ram, Zatox, The Prophet, Deaz D, Activator, StraightOn DJ Team, Sam Punk, Pavo, Coone, Headhunterz, DV8, Greg C, Massiv, The Rebel, Lars Tindy, Lobotomy Inc., Genius, Norman, Mystery, Villain, Promo, Outblast, Angerfist, Endymion, Lunatic, Miss Hysteria, Manu le Malin, Tha Playah, Dr. Macabre, Partyraiser, Syco, The Darkraver, Vince, Claudio Lancinhouse, Yves, Gizmo, The Stunned Guys, The Viper, Bountyhunter, Dr. Z-Vago, Jeff Bounce, Astrix, Mike Heart, Carlos Rios, Lunatic Asylum, Hectic Fence (Live), Adi J, Predator, Marcus Meinhardt, TMC, Per, Miss Monica, Spider Willem, Robin "JayDee" Albers, Cellie, P-Pholl, Alexander Koning, Q-IC, Yoeri, Cally & Juice, Renato Cohen, Sandy Warez, Max Walder, Marlon, Kutski, Megara vs. Dj Lee, Jowan, Dariush, Atmospherik, Dj Charly, Roby G & Sane-D, Michael Dieters, Twisted, Shadowphaxx, Pinas, Devillien, The X-Clusive, Zoltar, Se7en, NickieNonstop, Ashley K., Emiel Zwart

## 16 juni 2007, Almere
Mark Sherry, Coone, Beholder, Showtek, Brennan Heart, Luna, Tatanka, Alpha² (Alpha Twins), The Prophet, Ruffian, Devillien, D-Spirit, JDA, Vince, Evil Activities, Angerfist, DaY-már, Noize Suppressor, Outblast, Promo, Syco, Trilok, Chiren, Max Enforcer, Brian M & MC Bunn, Melanie Di Tria, Zatox, Dana, Activator, Bruno Power, Deepack, Isaac, Zany, Technoboy, DV8, NickieNonstop, Marco Bailey, Hardcell, Surgeon, Speedy J, Gayle San, Manu Kenton, Q-IC, Arkus P, Dimitri, Mark van Dale, Gizmo, Pavo, Bass D & King Matthew, The Viper, Marc Acardipane, Rob & MC Joe, Distortion, Da Mouth of Madness, Jowan, Pascal Feliz, Walt, Cor Fijneman, Yves DeRuyter, Tommy Pulse, Luca Antolini DJ, Bobby V, JP, M-Shane, Armageddon Project, N-Vitral (Live), D-Passion, Manu le Malin, The DJ Producer, Unexist, Bryan Fury, Akira, Hellfish, Steve Dexter, Dr. Rude, Francois, Ghost, Chicago Zone, Major Bryce, The Darkraver, Ruthless, E-Max, Ronald V, Lobotomy Inc., Villain, Charly, Jones, Leep, Playboyz, Pinas, Shadowphaxx, Dutch Master, Twisted, D-Block & S-te-Fan, A-Drive, Supply Module, Apster, Mike Heart, Balistic, Haze, Kalashnikov, Evanti, Thilo, Stanton, Lars Tindy, A-lusion, Deaz D, Weirdo, Renegade, Eric Sneo, W.J. Henze, Raw, Dr. Willis, Jon the Baptist, Waldhaus, Weichentechnikk, Sei2ure, The Kotzaak Klan, Synapse, Dart, Meadow Inferno

## 14 juni 2008, Almere
Brennan Heart pst. Blademasterz, D-Block & S-te-Fan, Dana, Davide Sonar, Deepack, Headhunterz, Lars Tindy, Luna, Max Enforcer, Pascal Feliz, Technoboy, Zany, Ruffian, D-Passion, Endymion, Evil Activities, Korsakoff, Meccano Twins (Live), Osiris, Outblast, Promo, T-Junction, Tommyknocker, Syco, A-Drive, A-lusion, Alpha² (Alpha Twins), Beholder, Dutch Master, Frontliner, Josh & Wesz, Pinas, Project One, Showtek, The Prophet, DV8, Amok, Ben Sims, Dave Tarrida, Jan Liefhebber, Lucca, Robert Natus, Rude Awakening, Stephan de Wit, Vincent de Wit, The Darkraver, Flamman & Abraxas, Francois, Masochist, Ruffneck, Scott Brown, The Stunned Guys, Uzi, G-Town Madness, Da Mouth of Madness, Da Syndrome, Dark by Design a.k.a. Gaz West, Fausto, Mark Sherry, Ultraform, M-Shane, Armageddon Project, Daisy, Peaky Pounder, Sandy Warez, Stormtrooper, N-Vitral (Live), Apster, Binum, Coone, Danny C, Dark-E, Furax, Ghost, Manu Kenton, Playboyz, Q-IC, Ronald V, Villain, Dragan, Jones, Main, Nitrouz, Scope Dj, Clive King, Gary D, Marcello, Paul Jay, Pavo, Yves DeRuyter, Linez

## 13 juni 2009, Almere
Fausto, Kamui, Isaac, D-Block & S-te-Fan, Wildstylez, Headhunterz, Technoboy, Noisecontrollers, The Prophet Feat. Rocks, Donkey Rollers, Ruffian, Ali Wilson, Louk, FJ Project, Artento Divini, Randy Katana, Charly, Joop, Lisa Lashes, Mark Sherry, Audiowarp, Chucky, Yves De Ruyter VS Franky Jones, Sequence & Ominous, Digital Boy, The Horrorist, Charly Lownoise & Mental Theo, Panic & Buzz Fuzz, The Viper, Manu Le Malin, Stanton, Gizmo, Alee, Coone, The Pitcher, Dana, Davide Sonar, A-lusion Meets Scope DJ, Brennan Heart Presents New Album, Frontliner, Ivan Carsten Ft. Stephanie (aka Stephy), Tatanka, Zatox, DV8, Luna, Mr. B, Jan Liefhebber, Ido Ophir, Mario Ranieri, Surgeon, Amok, Rude Awakening, Evan Forest, Peaky Pounder, Killswitch & Reset, Dart, The Destroyer, Hellfish, Death Matchine, The DJ Producer, The Teknoist, Matt Green - LIVE, Unexist, Traffik, Mez, The Outside Agency, Justice, Beat Providers, Pskyo Punkz, The Mindplayer, Atmozfears, D'Stylerz, Profyler & Digital Punk, Dailudia, Ran-D, B-Front, Jeff, Noize Suppressor, Nosferatu, Consumer & Counterfeit, Evil Activities, Endymion, Promo, DJ Inyoung, Day-Már, Mad Dog & Anime, Tha Playah, Weapon X, RB Djan, Qatja S, Mystery, Ladyboy, Sjoekoe & Jones, The Playboyz & Guarana, Ruthless, Ronald V, Demoniak, Instigator, Villain

## 19 september 2009, Sydney
Fausto, Brennan Heart, The Prophet, Davide Sonar, Nitrouz, The Beholder, Donkey Rollers, Max Enforcer, Noisecontrollers, Deepack, Zany, Alpha2, Ruffian, Jowan, K90, Proteus, Bio Weapon, Amber Savage vs Nik Fish, Alex Kidd, DR Willis, Joop, Mark Sherry, Vandall, V, The Viper, Spellbound, Evil Activities, Decipher, Noize Suppressor, The Playah, Endymion, Kasparov (live), Art of Fighters, D, Chester, The Viper VS Frank-E & Mars-L, The Prophet, Pavo, Neophyte, Gizmo, Paul Holden, Sasha Vatoff, Public Domain, Losty, Nathan Cryptic v Imperial, Suae v Pulsar, Dexi v Daniel Velerium, Matrix v Xdream, Scotti G v Cantosis, Yennus v Soul T, S DEE v Audio Damage, DJ Comp Winner #1, DJ Comp Winner #2, DJ Comp Winner #3, DJ Comp Winner #4, Destiny

## 12 juni 2010, Almere
Red (Mainstage), hosted by MC DV8
Thilo & Evanti, Headhunterz "Special Performance", Coone, Brennan Heart, Frontliner (Live), Charly Lownoise & Mental Theo, Noisecontrollers, D-Block & S-te-fan, Wildstylez
Black (Hardcore), hosted by MC Da Mouth of Madness
E-Ruption, Neophyte, Art of Fighters, Outblast, Tha Playah, Nosferatu, Traxtorm Stars with Anime, Amnesys & Mad Dog, Endymion, Partyraiser vs. Unexist
Blue (Hardstyle), hosted by MC Villain
Nitrouz, Secony Identity (Live), Slim Shore, Psyko Punkz (Live), Digital Punk, Zany, Tatanka, Alpha² feat. Beat Providers, B-Front, Deepack
Silver (Industrial), hosted by MC Justice
Mental Wreckage, Negative A, Tymon, Simon Underground, Mez vs. Torsion, Stormtrooper, Mindustries, Bryan Fury, Drokz
Green (Techno), hosted by MC TMC
Audio Slayer, Virgil Enzinger, Mike Drama, Fernanda Martins, DJ Bold, Miss Djax, Boris S, Daniela Haverbeck, Hilarious
Brown (French Tek), hosted by MC Chucky
Davoodi, Jones, Playboyz, Transfarmers (Live), Fenix, Dr. Phunk, Ruthless & Coone, Demoniak, Dark-E
Purple (Upcoming Hardstyle), hosted by MC V
Ezteq, Waverider, Soul-T, Atmozfears, Hektic, Frequencerz, Intractable One, Bioweapon, Artic, The Yofridiz, The Vision, Titan
Grey (Oldstyle, Early Rave), hosted by MC Da Syndrome
Robin "Jaydee" Albers, Fierce Ruling Diva, Yves "Special Club X Set", The Prophet, The Viper & Panic, Promo "Files Set", Pavo, Delirium, Vince
Orange (Hard Trance), hosted by MC J-B
Dimavi, Phil York, Stana, Kamui, Nik Fish, Fausto, A*S*Y*S*, Kutski "2 hour performance"
White (Qlub Underground)
Darren Mase, Dov Elkabas, Pavelow, A*S*Y*S*, Arjen T, Dustin Zahn, Dock 45, Night Stalkers, Isaac
Heineken Star Club, hosted by MC Ambush
Streaver B, Juan Sanchez, Carita La Niña, Lucien Foort, Mike Ravelli, Sandrien, Presetone

## 18 september 2010, Sydney
Red (Mainstage)
B-Front, Bioweapon, Dr. Willis, Frontliner, Headhunterz, Nik Fish, Psyko Punkz, Stephanie, Tatanka, Wildstylez
Blue (Hardstyle)
Alpha², Max Enforcer, DJ Pavo, DJ Isaac, Suae & Pulsar, Tatanka & Zatox, The Prophet, Toneshifterz
Black (Hardcore)
Evil Activities, Korsakoff, Mad Dog, Outblast, Promo, Spellbound, Unexist, Vanth
Orange (Hardtrance)
A*S*Y*S*, Amber Savage vs. Steve Hill, Arbor vs. Cantosis, BRK3, Hardforze vs. Micky D, Kan Cold, Kutski, Matrix vs. Shadower, Nathan Cryptic vs. Andre Jay, Pee Wee vs. John Ferris, Scot Project
Green (Minimal/Techno/Psytrance)
Abuse, Alex Up, Azza, Dylan Griffin, Keirra Jade, Marcotix, MSG, Ritchie Jay, Rob Zobec, Substance, Thao
Purple (Local talent)
Audio Damage vs. Kid Finley, Hektic vs. Arbee, HSB, Nick Watts vs. Zac Slade, S Dee vs. Toxic, Scotty G vs. Bennett, Soul-T vs. Karpe DM, XDream vs. Keely, Producer Competition Winner

## 25 juni 2011, Biddinghuizen
Red, hosted by Ruffian
Noisecontrollers, Technoboy, Headhunterz & Wildstylez, Zatox, Digital Age Showcase by Wildstylez (live), The Prophet, B-Front, Kutski, Boiweapon vs. Toneshifterz, Stana
Blue, hosted by MC Villain, MC Renegade, MC DV8
Titan, Psyko Punkz, Luna & Crypsis, Alphaverb, Josh & Wesz, The Pitcher, Ran-D & Adaro, Waverider, Deepack, Alpha Twins
Purple, hosted by MC Shizzlar
Jack of Sound, Wasted Penguinz, The Machine, Chris One, E-Force, Sound Freakerz, Kevin Kaos, Kodex, Stubeck, Lucky Spellbound, vinnare 1 av tävlingen Digital Age, vinnare 2
Ultra Violet, hosted by MC Renegade
Coone, A-Lusion, Second Identity (live), Flarup & Activator, Scope DJ, Isaac, Bass Modulators, Dutch Master, Brennan Heart, Headhunterz, Slim Shore (live)
Orange, hosted by MC V
Organ Donors, Kamui, BRK3, Louk, Marcel Woods, Ronald van Gelderen, Alex Kidd, Wragg & Logg:one
Magenta, hosted by Dart
Akkachar, Niccon, Thrasher, Eye D & Hidden, High Rankin, Gomes, Henzel & Disco Nova, 16BIT, The Bobby 6 killers
Brown, hosted by MC Vegas
Sjoeke, Royal S, Dr. Rude, Q-IC, Demoniak (LIVE), Ronald V, Binum, Playboyz, Fenix
Green, hosted by Alee
Kammy, Sandy Warez, Robert Natus, Submerge, Marco Remus, Tommy Four Seven, July Ukie, Day-Már, David Christoph
Black, hosted by Ruffian, Renegade
Kasparov, The Playah (live), Amnesys, Outblast vs. Angerfist, Promo vs. Evil Activities, Negative A, The Viper, State of Emergency, Distorted Revelation, Endymion ‘Album Showcase’ (live)
Silver, hosted by MC Justice
Ophidian vs. D-Pasion, The Outside Agency, The DJ Producer, Tymon (live), Lady Kate, Synapse & Sei2ure, Richie Gee, Dean Rodell
Grey, hosted by MC Da Syndrome
Neophyte vs. Partyraiser, Sequence & Ominous, Marc Acardipane, The Darkraver, Yves DeRuyter, Luna & Pavo “Early Hardstyle”, Claudio Lancinhouse, Bass D, Vince, Dune
White, hosted by MC Da Mouth of Madness
Pavelow, Dock 45, Gtronic, Henzel & Disco Nova, Space Pirates, Dandi & Ugo, Het Schoolplein, Jim Justice

## 27–29 juni 2014, Biddinghuizen

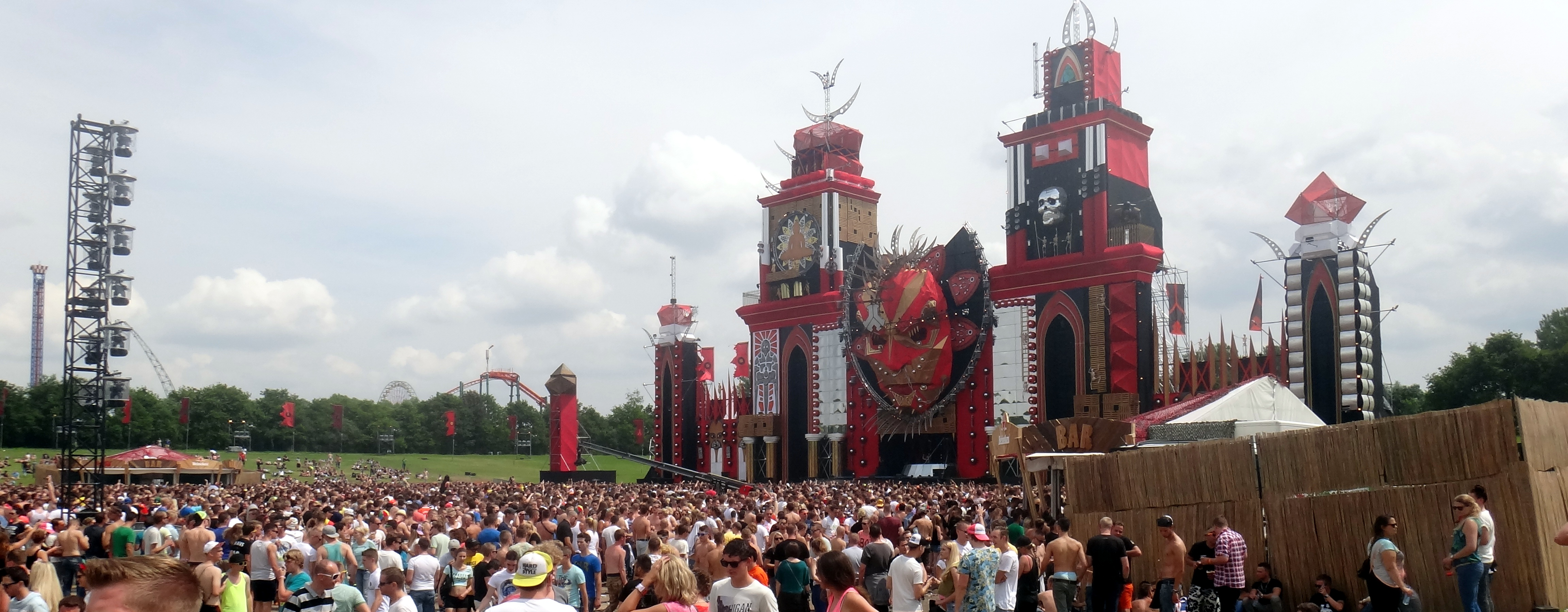
Den stora scenen Red stage vid Defqon.1 2014.

The Gathering, hosted by Ruffian
Coone, Isaac, Wildstylez, Ran-D, Wild Motherfuckers
Orange, hosted by Axys
Dr Phunk, Gizmo, Kasparov, Outblast, Pandorum, Partyraiser, Dither
Red, hosted by Villain
Audiofreq & Geck-O, Bass Modulators, Max Enforcer, Psyko Punkz, Atmozfears, Power Hour, D-Block & S-te-Fan, Coone, Zatox, Noisecontrollers (live), Crypsis, B-Front & Frequencerz presents B-Freqz (live)
Black, hosted by Jeff
Amada, Amnasys, Ophidian, Miss K8, Neophyte, Panic, The Viper, Evil Activities, Endymion, Furyan, Tieum & Kasparov, Korsakoff & Day-Már, Art of Fighters, Partyraisers & Drokz